# تناماوات
تناماوات (الاسم العلمي: Tinaminae) هي أسرة من الطيور تتبع فصيلة التنامية من رتبة التناميات.

## أجناس
- التنام (الاسم العلمي: Tinamus)
- التنام مزيف الذيل (الاسم العلمي: Nothocercus)
- التنام مخفي الذيل (الاسم العلمي: Crypturellus)